# ピルビン酸デヒドロゲナーゼ (NADP+)
ピルビン酸デヒドロゲナーゼ (NADP+)（pyruvate dehydrogenase (NADP+)）は、NADP+依存的にピルビン酸を酸化してアセチルCoAを得る反応を触媒する酸化還元酵素である。ピルビン酸:NADP+オキシドレダクターゼ（pyruvate:NADP+ oxidoreductase, PNO）と呼ばれることが多い。組織名はpyruvate:NADP+ 2-oxidoreductase (CoA-acetylating)である。
 + CoA + NADP+ {\displaystyle \rightleftharpoons }  + CO2 + NADPH + H+

## 構造
分子量およそ200kDaのペプチドがホモ2量体で機能している。アミノ酸配列上はピルビン酸シンターゼのC末端にP450オキシドレダクターゼが融合したような構造である。

## 性質
補因子として、FAD、NADP+、チアミン二リン酸を要求する。酸素によって阻害される。

## 分布
ミドリムシやクリプトスポリジウムといった一部の真核生物にのみ存在する酵素である。ミドリムシではミトコンドリアに存在しており、嫌気的条件でのエネルギー代謝に関わっている。一方クリプトスポリジウムでは細胞質局在が示されている。